# Келдыш, Всеволод Михайлович
Всеволод Михайлович Ке́лдыш (13 (25) июня 1878 — 19 ноября 1965) — советский учёный, профессор, генерал-майор инженерно-технической службы, основоположник методологии расчёта строительных конструкций. Его называли «отцом русского железобетона». Член КПСС с 1945 года.

## Биография
Родился во Владикавказе. Сын военного врача, действительного статского советника Михаила Фомича Келдыша.
Учился в одесской гимназии, окончил гимназию в Харькове. В 1896 году поступил на инженерное отделение Рижского политехнического института, который окончил в 1902 году. В 1908 году он был избран в нём на должность адъюнкт-профессора, а в 1915 году, при эвакуации института, вместе с семьёй переехал в Москву.
В 1920-х годах Всеволод Михайлович Келдыш преподавал в Высшем инженерно-строительном училище, а с 1932 года — в переведённой из Ленинграда Военно-инженерной академии, где он сначала заведовал кафедрой железобетона, а затем кафедрой строительных конструкций. Кроме этого, он постоянно консультировал все большие стройки, был членом государственных приёмных комиссий: Днепрогэс, Днепровский алюминиевый завод, канал им. Москвы, Московский метрополитен, мосты через Москву-реку, Балахнинский бумажный комбинат (начальник технического отдела управления по строительству Балахнинской картонной фабрики) и др.  В 1927—1934 годах принимал участие в составлении «Технической энциклопедии» в 26-и томах под редакцией Л. К. Мартенса, автор статей по тематике «строительное дело».
В 26 апреля 1940 года В. М. Келдышу было присвоено воинское звание дивинженера, а в 1942 году — генерал-майора инженерно-технической службы.
Вышел в отставку в возрасте 80 лет.

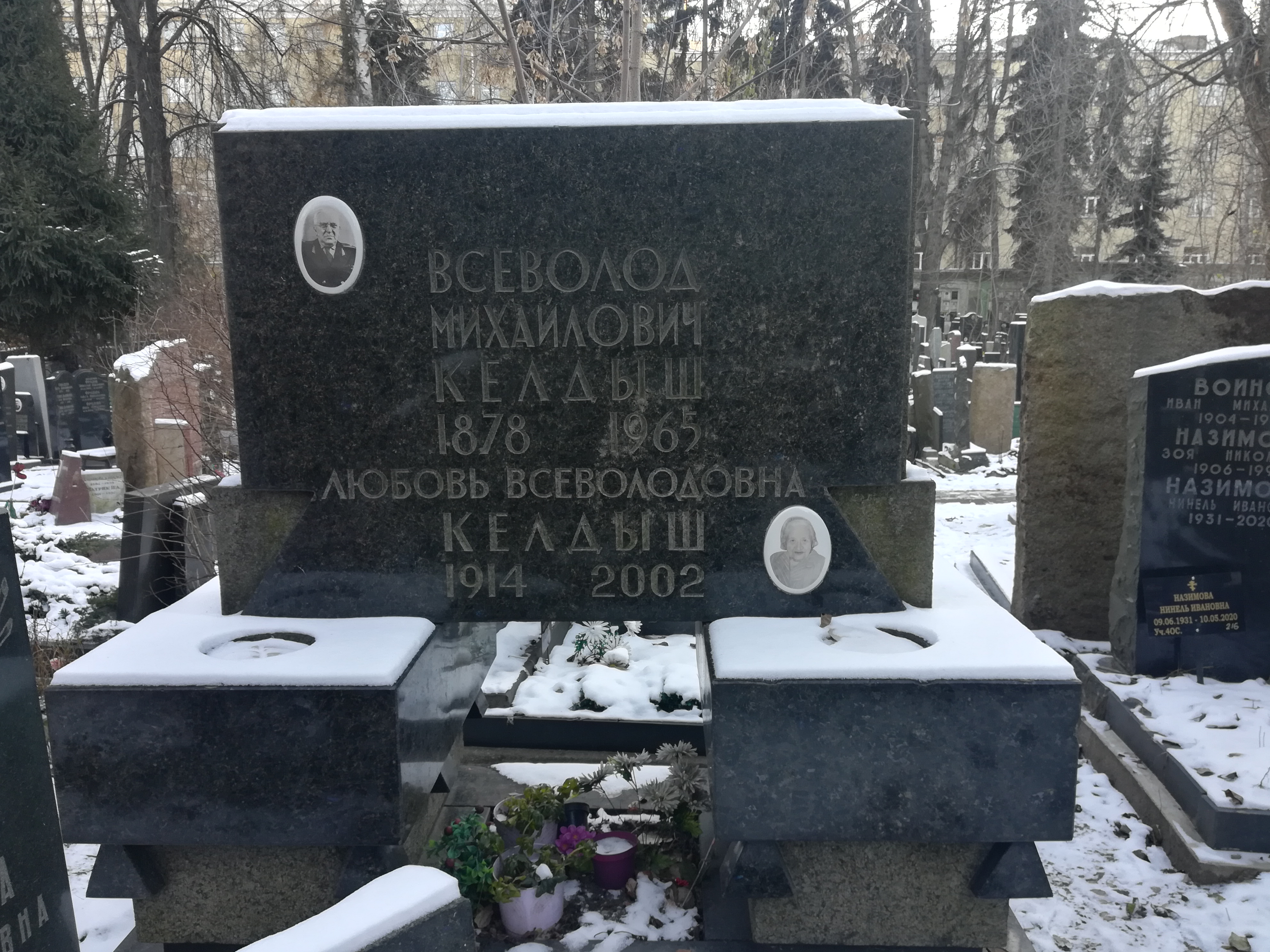
Могила на Донском кладбище

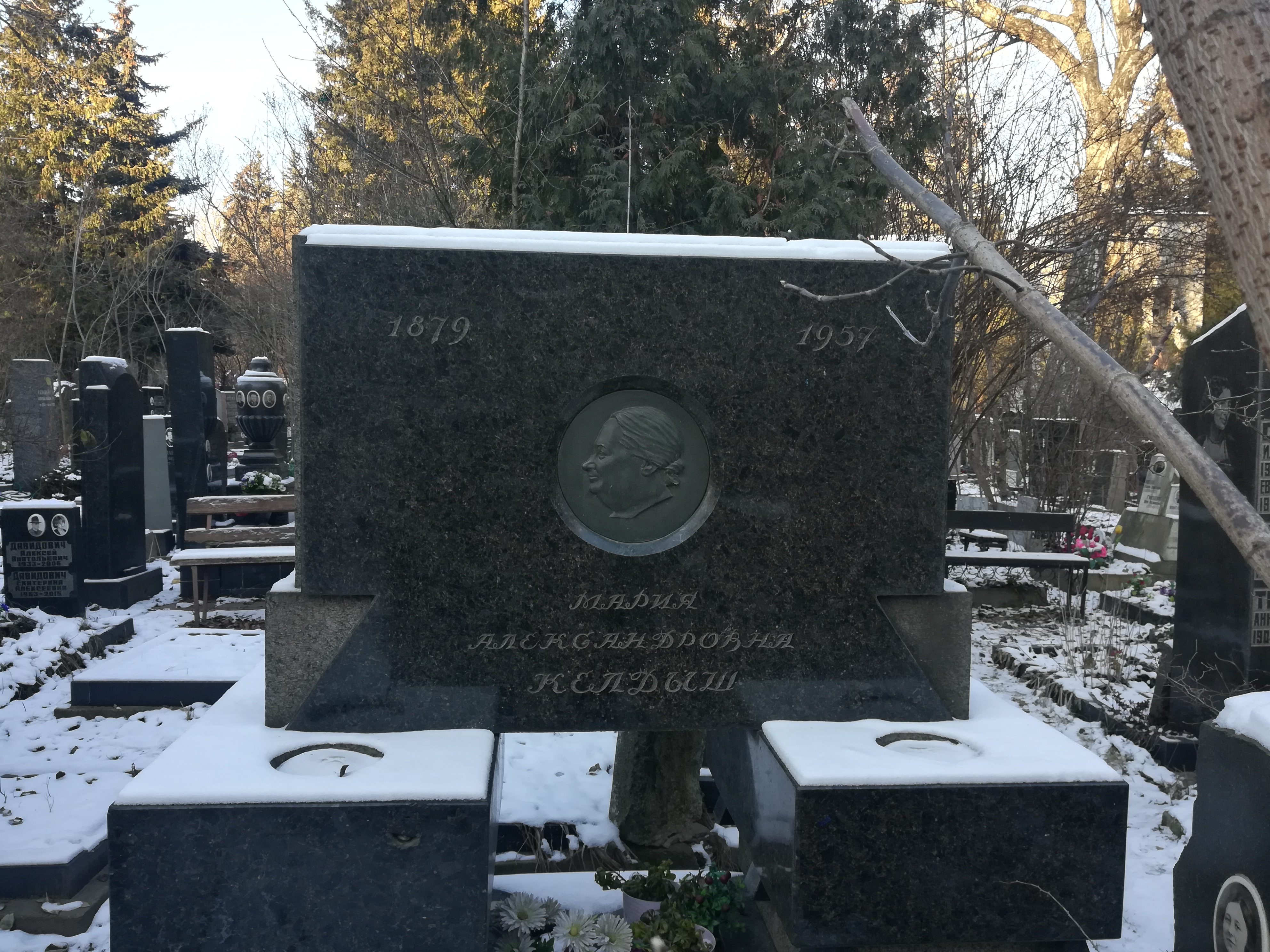
Могила Марии Скворцовой

Умер 19 ноября 1965 года в 87-летнем возрасте. Похоронен в семейной могиле на Донском кладбище (4 уч.).

## Награды
- орден Ленина (22.07.1953)

## Семья
- С 20 апреля 1903 года был женат на Марии Александровне Скворцовой (1879—1957), дочери генерала А. Н. Скворцова (1835—1905)[6].

Их дети:
- Людмила (1904—1976), математик, доктор физико-математических наук, замужем за математиком П. С. Новиковым (1901—1975)
- Александр (1905—1973)
- Юрий (1907—1995),  историк-музыковед, доктор искусствоведения
- Михаил (1909—1937[7])
- Мстислав (1911—1978), учёный в области чистой и прикладной математики, организатор науки, один из идеологов советской космической программы
- Любовь (1914—2002)
- Вера (1919—2005), жена Г. И. Майкапара (1915—2004)

С 1923 года семья жила в Антипьевском переулке в Москве.